# Monticiano
Monticiano é uma comuna italiana da região da Toscana, província de Siena, com cerca de 1.412 habitantes. Estende-se por uma área de 109 km², tendo uma densidade populacional de 13 hab/km². Faz fronteira com Chiusdino, Civitella Paganico (GR), Murlo, Roccastrada (GR), Sovicille.

## Demografia
| Variação demográfica do município entre 1861 e 2011                               |
|                                                                                   |
| Fonte: Istituto Nazionale di Statistica (ISTAT) - Elaboração gráfica da Wikipedia |